# غاز التعبئة

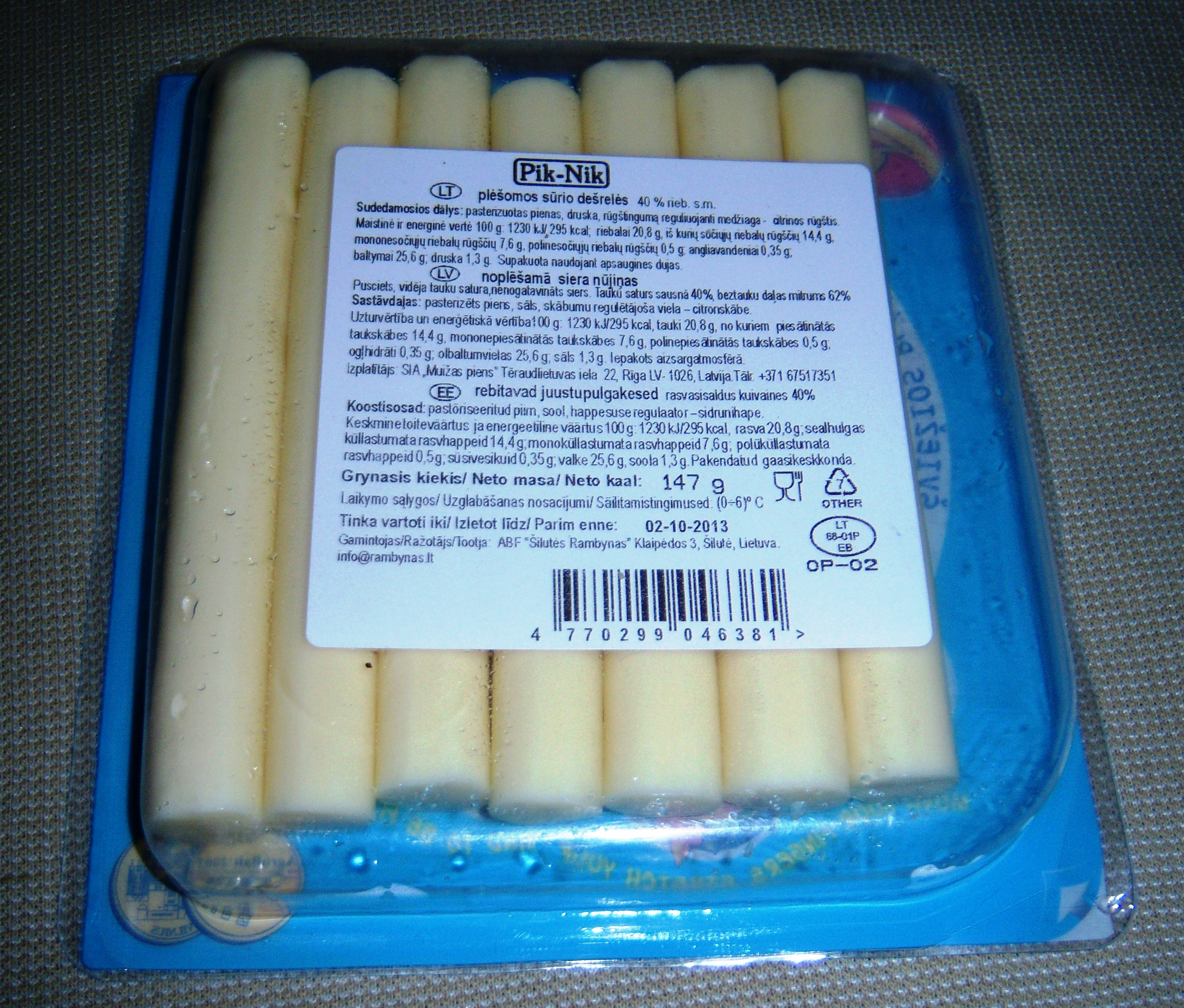

غاز التعبئة هو غاز يُستخدم من أجل تأمين وسطٍ خامل أثناء تعبئة المواد الحساسة للهواء، وعلى الأخص من أجل إزاحة الأكسجين، مما يحمي تلك المواد من التلف.
غالباً ما تُستخدم غازات التعبئة في الصناعات الغذائية، والتي تتطلب لذلك تشريعاتٍ تنظيمية لضمان السلامة.

## الصناعات الغذائية
يُملأ غازٌ واقٍ في عبوات المواد الغذائية المُصنَّعة بغرض حمايتها من أكسجين الهواء حتى لا يُعزِّز نمو البكتيريا. ويُستخدم عادةً غازٌ واقٍ عديم الرائحة والطعم مثل ثاني أكسيد الكربون (CO2) أو النيتروجين (N2)، ويمكن تعديل النِّسَب بحسب نوع الغذاء الموجود في العبوة. وفي سياق التعبئة في جوٍّ مُعدَّل (MAP) تُختار التراكيب (غالباً N₂/CO₂ وأحياناً O₂) للتحكم في التنفّس والنمو الميكروبي، وتُطبَّق بالتصفيح (flushing) أو بالحقن على الخط؛ تقدّم منظمة الأغذية والزراعة (FAO) إرشادات عامة، فيما تُبيِّن ملاحظات التطبيقات لدى المصنعين أمثلةً على ترتيبات الإمداد والتشغيل في المصانع.

## تقنية الكهرباء
يُستخدم غازٌ واقٍ في التقنية الكهربائية بغرض خفض التوصيل الكهربائي في الوسط المحيط بالأقطاب. هذا يمنع نشأة قوس كهربائي بين الأقطاب عند التلامس أو يُعجّل اختفاء الشرارة في حالة نشأتها.

## اقرأ أيضا
- غاز خامل
- غاز نبيل
- تفاعل كيميائي